# Egyiptom űrkutatása

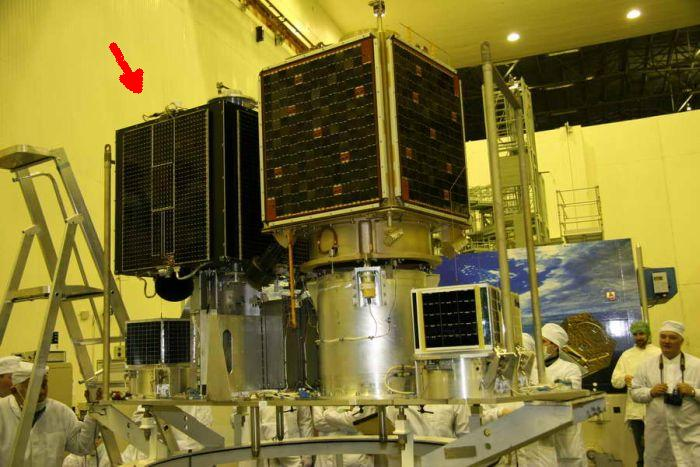
Az EgyptSat–1 (piros nyíl) az indítás előkészületei alatt

Egyiptom űrkutatása az egyiptomi kormány határozatának megfelelően 1960–1963 között kezdődött meg rakéták fejlesztésével, Izrael rakétafejlesztését ellensúlyozva. Az izraeli nyomásra befejeződött fejlesztés folytatására Egyiptom a Szovjetunióhoz fordult. Az űrtechnológia első alkalmazására 1998-ban került sor, amikor nagyon megérett egy távközlési műhold, majd a Föld megfigyelési (felderítő) műhold gyártásának szükségessége. A műholdak gyártási, üzemelési költségeit a Honvédelmi Minisztérium biztosítja.

## Történelme
A hazai rakétafejlesztésekhez a második világháború idején is tevékenykedő német szakembereket – Dr. Eugen Saenger; Hans Kleinwaechter; Hans Goercke; Wolfgang Pilz – kérték fel, hogy segítsenek kifejleszteni egy 500 kilogrammos robbanófej hordozására alkalmas eszközt. A fejlesztések eredményeként 1961. november 8-án sikeresen elindította az első tesztrakétát. 1962. július 21-én az egyiptomi hadsereg katonai demonstrációként makett rakétákkal vonult fel jelezve, hogy képes rakétával robbanótöltetet 500-1000 kilométeres távolságba juttatni. Rakétafegyverei az El Qahir (hódító) 11 m hosszú és több mint 600 km-es, az El Zafir (Victor), 5,5 km hosszú és 300 km-es, a fejlesztés alatt álló Al Ared (Pioneer) rakéta 1000 km-es hatótávolságra alkalmazható. A fejlesztésekben 250 európai mérnökök és 4000 helyi alkalmazott dolgozott. 1963 év végén az izraeli halálos fenyegetések hatására (1962 novemberében két légipostai csomag felbontáskor felrobbant, megölve öt egyiptomi és egy német szakembert) az európai mérnökön eltávoztak Egyiptomból. Egyiptom a Szovjetunióhoz fordult, hogy segítse rakétafejlesztését.
1971-ben egy amerikai – egyiptomi közös program céljára az egyiptomi Akadémia Tudományos Kutatási és Technológiai részlege megalakította a Távérzékelési Központot. 1994-ben a tudományos kutatás használatának előmozdítására, a korszerű űrtechnológia fejlesztésére, a High Tech bevezetése, a regionális tervezés és más alkalmazások végrehajtására minisztériumi hatáskörrel létrehozták a Nemzeti Hatóság Távérzékelési és Space Sciences (NARSS – National Authority for Remote Sensing and Space Sciences) szervezetet. A kormány 1998. május 16-án, majd 1999. május 26-án törvényt alkotott a világűrbe telepített eszközök működtetésével kapcsolatban. A szervezet feladta lett a földi adó-vevő létesítmények kialakítása, a kezelő állomány felkészítése, valamint saját fejlesztésű műholdak készítése. A saját műholdak készítésére pályázatot írtak ki, a pályázat tartalmazta a nemzeti állomány képzésének, a technológiák átadásának, a tervezés, gyártás, összeszerelés, az integráció, tesztek, felkészülés, a bevezetése valamint az üzemeltetés közös feltételeit. A felvázolt követelményeket előbb az Ukrán Űrhajózási Szövetség, majd az Orosz Szövetségi Űrügynökség vállalta. A programok teljesítése érdekében mintegy 100 mérnököt, technikust képeztek ki a műholdak vezérlésére és a földi állomások kezelésére.

### Világűr Program alapcéljai
- elősegíteni Egyiptom csatlakozását a világűr technológia kutatásához, tervezéséhez, gyártásához, a szükséges infrastruktúra megteremtését,
- alkalmazni a fejlett világűr technológiákat: számítógépek, alkalmazási programok, kommunikációt (irányítás és ellenőrzés), optikai érzékelőket, új anyagokat és energiaforrásokat,
- az űrkutatás, a földmegfigyelés adatainak segítségével (innovatív) fejlődési program készítése,
- világűr technológiák bevezetése az ipari- és a polgári felhasználásba
- a tudományos- és ipari  kutatások, fejlesztések alkalmazása a világűr lehetőségeinek felhasználásában,
- felhasználni a tudósok, mérnökök és technikusok felkészültségét az űrkutatás területén,
- a nemzeti programok megvalósítása érdekében koordinálni a kutató intézetek, egyetemek és az ipari ágazatok együttműködését,
- anyagi bázisok teremtése a nemzeti programok megvalósításához,

### Világűr Program stratégiai céljai
- elősegíteni, megteremteni a kis (mikró, nano, pikó) tudományos műholdak tervezési és gyártási feltételeit,
- tudományos és technológiai bázisok létrehozása, a high-tech iparág kialakítása,
- kialakítani a nemzeti, közeli- és távlati világűr stratégiai programot,
- megteremteni a programok pénzügyi hátterét,
- elősegíteni az űrtechnológia tudományos, ipari- és polgári alkalmazásának lehetőségeit,
- a világűr alkalmazásának, kultúrájának széles körben történő megismertetése,

## Műholdak
- Nilesat–101 az első egyiptomi kommunikációs műhold,
- EgyptSat–1 és EgyptSat–2 Föld megfigyelő műholdak,